# NGC 4388
NGC 4388 is een spiraalvormig sterrenstelsel in het sterrenbeeld Maagd. Het hemelobject ligt 60 miljoen lichtjaar van de Aarde verwijderd en werd op 17 april 1784 ontdekt door de Duits-Britse astronoom William Herschel.

## Synoniemen
- UGC 7520
- MCG 2-32-41
- ZWG 70.68
- VCC 836
- IRAS 12232+1256
- PGC 40581